# Gimnasio de la Universidad Agrícola de China

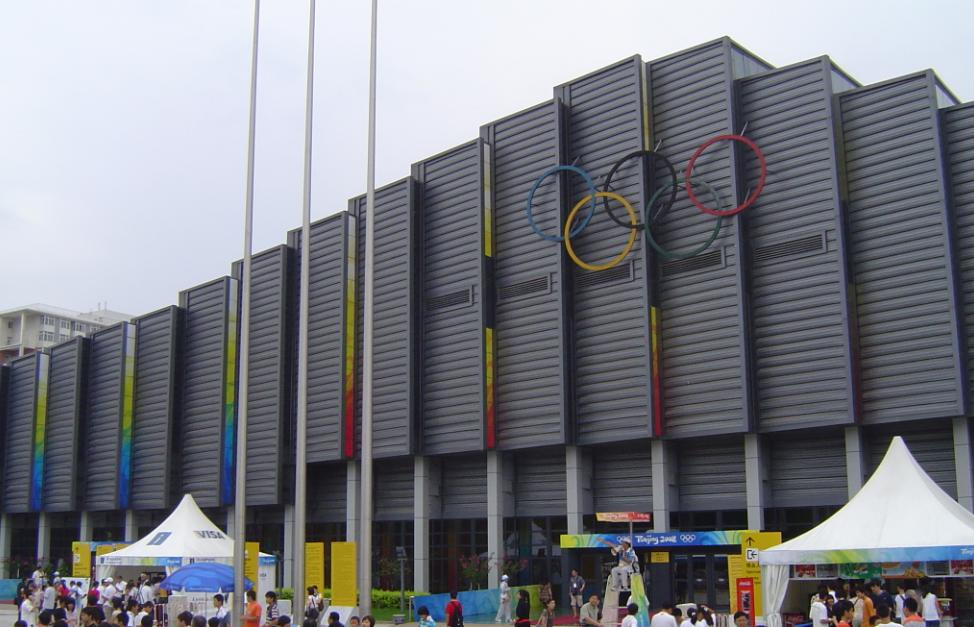
Gimnasio de la Universidad Agrícola de China.

El Gimnasio de la Universidad Agrícola de China es un pabellón deportivo, situado en Pekín (China) y en el cual se celebraron las competiciones de lucha durante los Juegos Olímpicos de 2008. 
Con capacidad para 8.000 espectadores (reducida a 6.000 tras las Olimpiadas), el gimnasio está ubicado en el campus de la Universidad de Agronomía de China (distrito de Haidian), al norte de la capital china y a 4 km al oeste del Parque Olímpico.